# The King of Fighters '95
The King of Fighters '95 es un videojuego de lucha para arcade publicado en 1995 por la empresa SNK. Es el segundo juego de la serie The King of Fighters.

## Gráficos
Estéticamente, The King of Fighters '95 supera con creces a lo visto en The King of Fighters '94. Los sprites del anterior juego fueron retocados y sus animaciones fueron repulidas para que tuvieran mayor fluidez aprovechando los 256 MB con los que el juego cuenta. Entre las animaciones a destacar, se cuenta con el hecho de que ahora todos los personajes tienen una nueva animación cuando se efectúa un golpe fuerte aéreo (el que derriba de un impacto) y los escenarios, que si bien en la anterior entrega eran considerados obras de arte, en esta versión presentan una gran calidad y detalles que los hacen muy vistosos.

## Jugabilidad
La jugabilidad del The King of Fighters '95 es la misma que la de su predecesor, The King of Fighters '94, pero fueron incluidas varias técnicas como el poder atacar en medio de la esquiva estática, permitiendo poder comenzar combos con este ataque y la posibilidad de realizar un salto más alto y de gran alcance con sombras el cual es muy útil para esquivar movimientos tipo proyectil. También se ha incluido como nueva característica, la posibilidad de hacer Guard Cancel en MAX (cuando el oponente ataca y se está con la barra de POW en MAXIMUM, puede contrarrestar con un movimiento especial), u otras técnicas como la HORSEGRAB (técnica avanzada que solo los mejores conocen). El único cambio radical que se le realizó es la posibilidad que tienen los jugadores de elegir cualquier combinación de personajes para su equipo, diferenciándose del juego anterior, donde los equipos ya eran predefinidos. Además, casi todos los equipos del primer juego reaparecieron aquí, pero no estaban relacionados con naciones específicas. El Equipo Deportivo (Estados Unidos) fue reemplazado por el Equipo Rival, compuesto por Iori Yagami (un nuevo personaje diseñado para ser el rival de Kyō Kusanagi) Billy Kane (rival de Terry Bogard) y Eiji Kisaragi (rival de Ryo Sakazaki). También hay que mencionar el hecho de que todos los personajes antiguos cuentan con movimientos especiales nuevos.

## Historia
The King of Fighters '95 marco el inicio de la saga Orochi, que continuaría en The King of Fighters '96 y The King of Fighters '97. De todas maneras, los únicos elementos de la saga Orochi que figuran en este juego son la introducción de Iori Yagami y el uso por parte de Rugal del poder de Orochi.
El anfitrión del torneo The King of Fighters '95 es desconocido, lo único que se sabe es que envió invitaciones a los equipos del torneo anterior firmadas simplemente con una "R". Solo uno de los equipos falto al nuevo torneo, se trata del equipo de Estados Unidos (Heavy D!, Lucky Glauber y Brian Battler) quienes no participaron porque sus invitaciones fueron robadas por Billy Kane, excampeón del torneo y con rivalidad con Terry Bogard, Eiji Kisaragi, un ninja despiadado con asuntos pendientes con la familia Sakazaki y Iori Yagami, descendiente de la familia Yagami, eternos rivales de la familia Kusanagi.
Antes de empezar una de las últimas batallas, el equipo Héroe fue drogado con un gas somnífero mientras concentraban en su vestuario. Kyo recobró el conocimiento en una habitación oscura, donde fue recibido por el sonido de una risa familiar, no era otro que Rugal que todavía se encontraba con vida y había sido mejorado mediante unos implantes cibernéticos, haciendo de él un Cyborg (conocido como 'Omega Rugal'); pero Rugal no estaba solo, tenía un nuevo compañero... Su otra secretaria, Vice le presentó al Equipo Héroe el compañero de Rugal, Saisyu Kusanagi quien estaba siendo manipulado por Rugal. Derrotar a Saisyu dejó a Benimaru y Goro Daimon cansados e incapaces de pelear, dejando a Kyo solo contra Rugal nuevamente.
Durante este combate Rugal exhibió nuevos poderes que lo hacían mucho más poderoso que Kyo, que fue ayudado por varios personajes, incluyendo a Terry Bogard, Ryo Sakazaki y Athena Asamiya, entre otros. La batalla fue increíble y ardua, Rugal empezó a perder control de sus propios cuerpo, debido al increíble alcance de sus poderes. Kyo obligó a Rugal a intentar utilizar la totalidad de sus nuevos poderes, pero eso lo condenó, Rugal se vio consumido por un haz de luz y mientras estaba pasando esto, apareció frente al Iori diciéndole "Tonto! Solo los que poseen su sangre pueden controlar tal poder! No tenías ninguna posibilidad!". Kyo se vio enceguecido por la luz y cuando esta se desvaneció no había rastros de Rugal ni de Iori.

## Personajes
| - Kyō Kusanagi - Benimaru Nikaido - Goro Daimon - Terry Bogard - Andy Bogard - Joe Higashi - Ryo Sakazaki - Robert Garcia - Takuma Sakazaki - Heidern - Ralf Jones - Clark Steel - Athena Asamiya - Sie Kensou - Chin Gentsai | - Yuri Sakazaki - Mai Shiranui - King - Kim Kaphwan - Chang Koehan - Choi Bounge - Iori Yagami - Eiji Kisaragi - Billy Kane - Saisyu Kusanagi - Omega Rugal - Nakoruru - (versión de Game Boy) |

## Versiones
Además de la versión arcade, se realizaron versiones para Neo-Geo, PlayStation y Sega Saturn. En las versiones de consola, se incluye un final especial donde Athena y su equipo interpretan una canción durante los créditos. También tuvo una versión para Game Boy publicado en Nintendo, que incluye como personaje secreto a Nakoruru, de la serie Samurai Shodown. En 2006, forma parte de la compilación Neo-Geo Online Collection en The King of Fighters Orochi, para PlayStation 2.